# Edward Herrera
Edward Herrera (* 14. November 1986 in Pietà) ist ein maltesischer Fußballspieler.  
Edward Herrera, der überwiegend als Verteidiger spielt, begann seine Profi-Karriere 2006 beim maltesischen Erstligaverein Pietà Hotspurs, zu dessen Mannschaft er bis 2008 gehörte. Anschließend wechselte er in den Kader von Hibernians Paola, mit denen er gleich im ersten Jahr die Meisterschaft in der Maltese Premier League gewann. Nach vier Spielzeiten schloss er sich dem FC Birkirkara an, mit dem er am Ende der Saison 2012/13 erneut die Meisterschaft gewann. Seit Anfang 2019 spielt er für den FC Floriana. 
Darüber hinaus trat er zwischen 2009 und 2015 insgesamt 19 Mal für die Nationalmannschaft Maltas an. Am 19. November 2009 debütierte er bei einem Freundschaftsspiel gegen das Team von Bulgarien als Einwechselspieler. 

## Erfolge
Hibernians Paola
- 2008/09 Meister Maltese Premier League

FC Birkirkara
- 2012/13 Meister